# Propuesta de reforma constitucional en Uruguay de 2010
En el correr del año 2010, y finalizando el ciclo electoral 2009-2010 con las elecciones departamentales y municipales de mayo, el sistema político uruguayo se aprestó a discutir un proyecto de reforma constitucional que modificase el calendario electoral uruguayo.

## Antecedentes
Desde 1997 está vigente en Uruguay una Constitución que instauró un sistema de elecciones primarias, segunda vuelta electoral y comicios departamentales y municipales por separado. Como resultado, y si se incluyen los meses previos de campaña electoral, Uruguay ha pasado a vivir ciclos electorales prolongados, de un año de duración. 
Ya antes de las elecciones internas de 2009, en el seno del Frente Amplio se hablaba de convocar a una Asamblea Constituyente para reformar la constitución; y los ecos de esa idea siguieron resonando.
En el mes de marzo de 2010, el senador Jorge Larrañaga le manifestó al presidente José Mujica una idea para reformar la Constitución, con vistas a acortar los tiempos electorales, y dicha idea recibió respaldo en el Frente Amplio. Un mes más tarde, Larrañaga insistió con el tema.
Concluidas las elecciones municipales de mayo, varios líderes políticos, incluso el expresidente Tabaré Vázquez, coincidieron en la imperiosa necesidad de simplificar este sistema.
A propuesta del senador Francisco Gallinal, el 8 de junio de 2010 el Senado aprobó por unanimidad la conformación de una comisión especial parlamentaria que se encargará de recoger insumos para una futura reforma del sistema electoral.
El Frente Amplio se propone convocar a una Asamblea Constituyente en 2012. Este planteamiento volvió a cobrar fuerza en abril de 2012, y a su vez levantó oposición interna.

## Perspectivas
El panorama se presenta muy reñido. Las propuestas difieren: desde los que quieren tener un único día de elecciones, hasta quienes proponen separar aún más en el tiempo las elecciones municipales. Hay quienes defienden el balotaje y quienes lo atacan. También hay quienes proponen reformar no sólo el calendario electoral, sino también transformar el sistema político uruguayo en parlamentarista e incorporar la figura de un primer ministro. Y también se insiste con institucionalizar el voto de los uruguayos residentes en el extranjero. Y no faltan quienes simplemente se oponen a esta eventual reforma, como el senador Pedro Bordaberry.
Se debatió la posibilidad de modificar el concepto de balotaje, reduciendo los requisitos para ganar en primera vuelta. No se descartó la posibilidad de plebiscitarlo en el marco de una nueva reforma constitucional; pero la administración Mujica se opuso a la formación de una asamblea constituyente, que distraería la gestión del gobierno e incluso se podría considerar un plebiscito a su gestión. El PIT-CNT quiso una asamblea constituyente, que implicaría un largo proceso de análisis, y finalmente un plebiscito coincidente con la próxima elección nacional; pero Astori insistió con que el mencionado "plebiscito a la gestión de gobierno" se realizase en las propias elecciones, por lo que no sería conveniente celebrar un plebiscito de reforma constitucional en esa misma fecha.
En marzo de 2013 volvió a cobrar fuerza el debate constitucional en el seno del partido de gobierno, pero sin perspectivas claras.